# Achtkarspelen

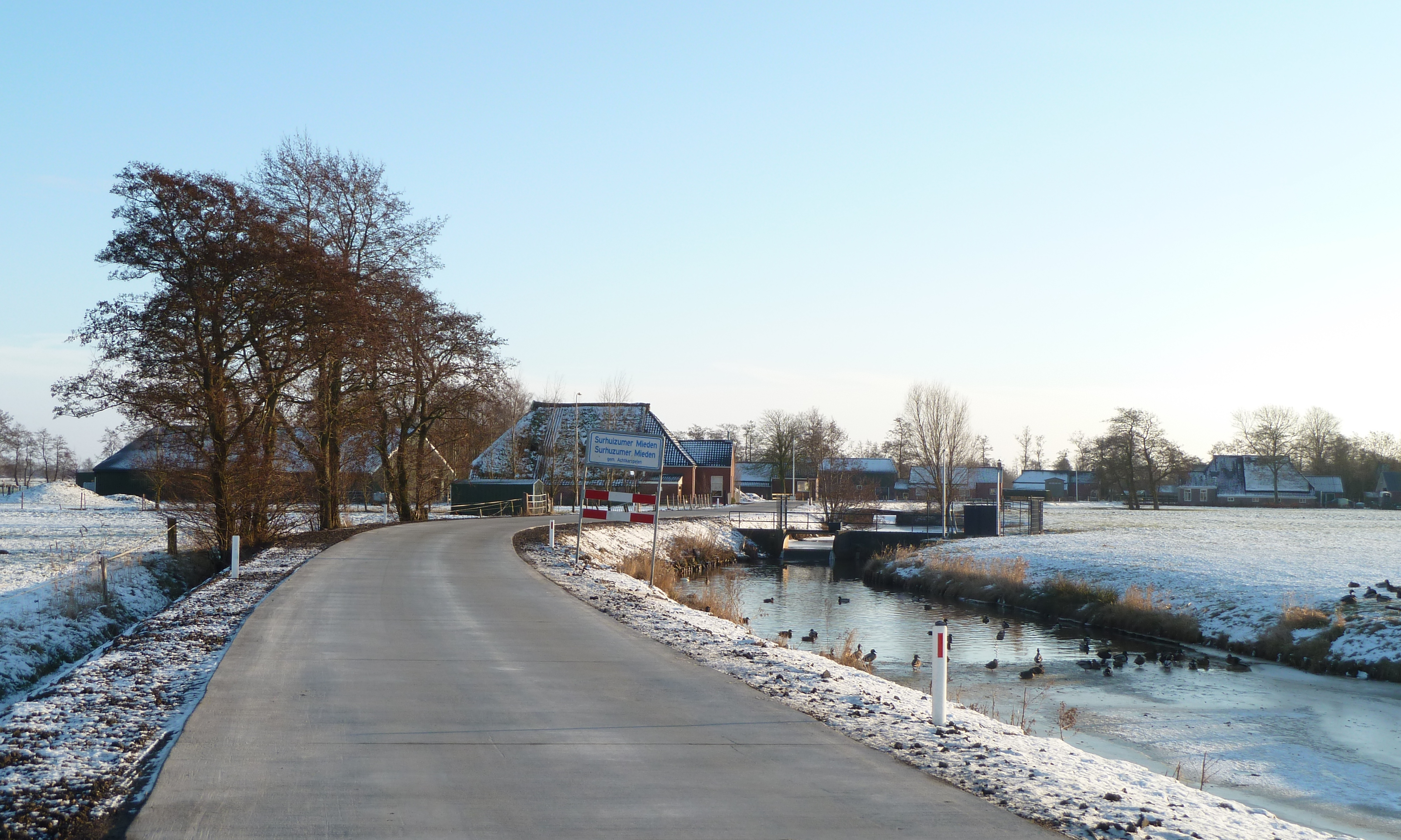
Vägen till Surhuizum.

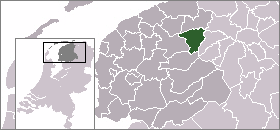
Lägeskarta

Achtkarspelen är en kommun i provinsen Friesland i Nederländerna med 28 151 invånare (1 januari 2005) och en yta på 103,99 km² (varav 1,38 km² är vatten). Huvudort är Buitenpost.